# Slits-poring
Slits-poring (Junghuhnia pseudozillingiana) är en svampart som tillhör divisionen basidiesvampar, och som först beskrevs av Antoine Auguste Parmentier, och fick sitt nu gällande namn av Ryv. Slits-poring ingår i släktet Junghuhnia, och familjen Steccherinaceae. Arten är reproducerande i Sverige.